# Oai Star
Le Oai Star (prononcé « waï star ») est un groupe de punk rock marseillais.

## Biographie
Le groupe est formé par Lux Botté et Gari Grèu de Massilia Sound System en 2000. En 2004, les Massilia Sound System décident de laisser place à des projets solo. Lux Botté et Gari Grèu décident de reformer le groupe Oai Star, qui avait déjà officié comme un spin-off rock du Massilia au début des années 2000 (album Volume 2). L'album Oai Star sort au printemps 2004 chez Adam/Wagram avec une première tournée nationale.
En 2006, ils sortent un troisième album Va à Lourdes et tournent en France, en Suisse et en Belgique avec une centaine de concerts. Le 18 juillet 2008, Lux Botté décède à Gardanne, dans les Bouches-du-Rhône, d'un cancer, à l'âge de 47 ans. Gari Grèu annonce que le groupe continuera néanmoins, avec un nouvel album pour l'automne 2009. L'artiste suédois Dubmood intègre le groupe en septembre 2008. Issu de la scène chipmusic, il redéfinit le son du Oai Star à l'aide de sa Game Boy. Le single Chéri(e) sort en juillet 2009 ; la chanson est écrite par Claude Sicre des Fabulous Trobadors. Le nouvel opus des phocéens, Manifesta, sort le 21 septembre 2009 chez Roker Promocion/Wagram. Candice du groupe Eths les rejoint sur cet album, en complétant le duo de chant de Gari.
Une nouvelle tournée démarre en novembre 2013, et l'album Oai & I sort au printemps 2014,. Enfin, Foule Color, le sixième album studio du Oai Star, sort en 2016,. Gari Grèu et Dadoo Daniel y prônent « plus d’amour » et « plus de solidarité ». Cet album, sous l'égide de Dadou (KDD, les sales gosses) sera teinté de hip hop.
2022 : il est temps de relancer la machine Oai Star. Gari relance le groupe à la suite de sa rencontre avec NeskoH, guitariste bosniaque. Ils renouent avec les amours premières du groupe avec un retour vers du bon gros rock festif, marseillais et rigolo.

## Membres

### Membres actuels
- Gari Grèu — MC
- NeskoH
- l'orchestre On s'en tape (Gabriel et Vincent)
- Jamin
- Blu ( sur scène )

### Anciens membres
- Dubmood — chiptune (Game Boy et Atari)
- Lux Botté — MC (décédé le 18 juillet 2008)
- AlBator — batteur
- Blu — guitare
- Bob Passion — régisseur
- Buzz — guitare
- Capozzi — guitare (décédé le 26 janvier 2017)
- Fil Neptune — batterie
- Kay 2 — basse
- Kito — basse
- MétronoMax — batterie
- Mo Lo Cicéro — guitare
- Philippe « Le Baron » Letort — guitare
- Sylvio P — basse
- Dadoo Daniel (KDD)
- DJ Kayalik — DJ

## Discographie
- 2000 : Volume 2
- 2004 : Oaistar
- 2005 : In Vivo 1
- 2006 : Va à Lourdes
- 2007 : In Vivo 2
- 2009 : Manifesta
- 2014 : Oai And I
- 2016 : Ding dang dong (vinyle)
- 2016 : Foule Color
- 2023 : Zulu Oscar Bravo India
- 2023 : Zulu Oscar Bravo Indub
- 2025 : Live at the Fumi Club (Live)